# Roiate
Roiate là một đô thị ở tỉnh Roma trong vùng Latium thuộc Ý, nằm trên sườn đồi Monte Scalambra giữa hai sông Sacco và Aniene, có cự ly khoảng 45 km về phía đông của Roma. Tại thời điểm ngày 31 tháng 12 năm 2004, đô thị này có dân số 781 người và diện tích là 10,4 km².
Roiate giáp các đô thị: Affile, Arcinazzo Romano, Bellegra, Olevano Romano, Serrone.